# Stazione di Rovato Città
Stazione di Rovato Città vasútállomás Olaszországban, Lombardia régióban, Rovato településen.

## Vasútvonalak
Az állomást az alábbi vasútvonalak érintik:
- Cremona-Iseo-vasútvonal

## Kapcsolódó állomások
A vasútállomáshoz az alábbi állomások vannak a legközelebb:
- Stazione di Cazzago (Cremona-Iseo-vasútvonal, észak)
- Stazione di Rovato Borgo (Cremona-Iseo-vasútvonal, dél)